# リザ・ドゥルミシ
リザ・ドゥルミシ（Riza Durmisi, 1994年1月8日 - ）は、デンマーク・首都地域イースホイ出身の元同国代表サッカー選手。ŁKSウッチ所属。ポジションはDF（左ウィングバック）。
アルバニアにルーツを持つ。

## クラブ歴
ブレンビーIFのアカデミーで育成され、2012年8月のエスビャウfB戦でプロデビューを飾った。
2016年5月28日、リーガ・エスパニョーラのレアル・ベティスヘの完全移籍を発表した。2021年6月30日までの5年契約を結んだ。
2018年6月22日、移籍金650万ユーロでSSラツィオと5年契約を締結したことが発表された。
2019年12月6日、2020年1月よりOGCニースにレンタル移籍することが発表された。2020-21シーズンはコンディションの問題でシモーネ・インザーギ監督の構想に入らず、2021年1月22日にセリエBのUSサレルニターナ1919へシーズン終了までのローンとなる。
2024年1月8日、ŁKSウッチに移籍した。

## 代表歴
ユース年代からデンマーク代表に選ばれている。
2015年6月のモンテネグロとのフレンドリーマッチで、シモン・ポウルセンとの交代で途中出場しA代表初キャップ。試合には2-1で勝利した。
2016年3月、代表監督がモアテン・オルセンからオーゲ・ハレイデに交代後としては初めて招集された。スコットランド戦とアイスランド戦の2試合で、3-5-2の左ウイングバックとしてフル出場した。

## タイトル
ラツィオ
- コッパ・イタリア : 2018-19